# Île Ronde (Grenade)
Pour les articles homonymes, voir Île Ronde.
L'Île Ronde est une île de l'archipel des Grenadines dont elle constitue l'île la plus méridionale. L'île dépend de l'État de Grenade et fait partie de la paroisse de Saint Patrick.
Elle est située entre l'île de Grenade (au Sud-Ouest) et l'île de Carriacou (au Nord-Est).
Inhabitée, l'île a une superficie de 3,2 km2 et est située à 32 kilomètres de la capitale, Saint-Georges.
Elle est entourée par d'autres petites îles et îlots dont l'Île Caille au Sud.
Le Kick-'em-Jenny, un volcan sous-marin, se trouve à huit kilomètres à l'Ouest de l'île Ronde et à huit kilomètres de l'île de Grenade.